# Andrena bifida
Andrena bifida är en biart som beskrevs av Warncke 1967. Andrena bifida ingår i släktet sandbin, och familjen grävbin. Inga underarter finns listade i Catalogue of Life.